# Kommunikationszentrum für Frauen, Lesben, Migrantinnen und Mädchen (FZ)

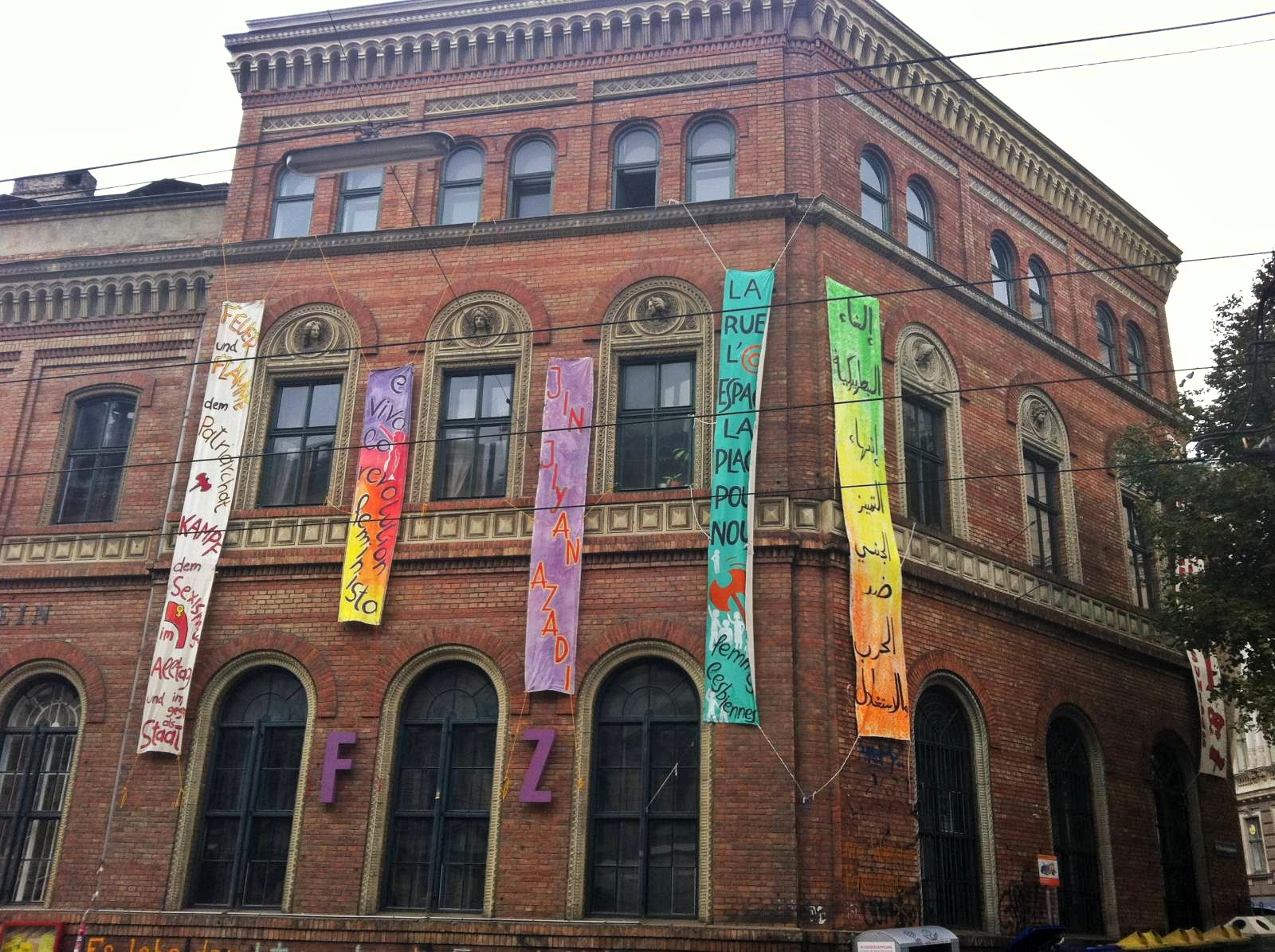
Außenansicht des Kommunikationszentrum für Frauen, Lesben, Migrantinnen und Mädchen (FZ)

Das Kommunikationszentrum für Frauen, Lesben, Migrantinnen und Mädchen (FZ) ist ein Frauenzentrum in der Währinger Straße 59 auf Stiege 6 im 9. Bezirk in Wien, das 1981 als Teil der autonomen Frauenbewegung gegründet wurde.

## Geschichte
Das FZ-Wien entstand als Teil der autonomen Frauenbewegung der 70er Jahre. In den 1970er und 1980er Jahren entstanden in vielen Städten Westeuropas Frauenzentren als Orte der Selbstorganisierung von Frauen. Diese Zentren wurden von feministischen Aktivistinnen gegründet, um Frauen einen Raum zu bieten, in dem sie sich austauschen, vernetzen und organisieren konnten.
Das FZ befindet sich im Gebäudekomplex mit dem Kulturzentrum WUK in einer ehemaligen Lokomotivfabrik im neunten Wiener Gemeindebezirk. Das Gebäude wurde in den 70er Jahren von Studierenden, Frauengruppen und Aktivistinnen besetzt, die es in einen alternativen und autonomen Kulturbetrieb umwandeln wollten. Nach der friedlichen Besetzung wurde das Gebäude als Kulturzentrum genutzt. Das FZ, betrieben vom Verein Kommunikationszentrum für Frauen, Lesben, Migrantinnen und Mädchen, ist seit 1981 im Gebäude ansässig.
Im Zuge der Renovierung des Gebäudekomplexes ab 2022 bleib der Verein WUK der alleinige Verhandlungs- und Vertragspartner gegenüber der Gemeinde Wien. Dem Wunsch des Frauenzentrums einen separaten Mietvertrag seitens der Gemeinde Wien zu erhalten, wurde nicht entsprochen.

## Struktur
Das FZ ist ein autonomes Zentrum, das unabhängig von staatlicher Finanzierung, Parteien oder anderen Interessengruppen ist und sich basisdemokratisch organisiert. Es ist ein feministisches, lesbisches, öffentliches und politisches Zentrum in Selbstverwaltung von und für Frauen, Lesben, Migrantinnen und Mädchen. Das Zentrum wurde gegründet, um Frauen und Mädchen einen sicheren und geschützten Raum zu bieten, in dem sie sich treffen, vernetzen und organisieren können: „Das FZ als Freiraum ist für uns ein Ort, von dem aus wir eine andere Welt gestalten.“

## Arbeitsweise
Seit 1981 wurden zahlreiche feministische Projekte im FZ durchgeführt. Das feministische Monatsmagazin an.schläge war in seiner Anfangszeit im FZ ansässig und der Notruf für vergewaltigte Frauen wurde von dort betrieben. Vor einigen Jahren fand das erste gesamteuropäische Frauen/Lesben-Treffen in Wien mit rund 200 Teilnehmerinnen im FZ statt. Es gibt Selbstverteidigungskurse wie Wendo, Vorträge und Diskussionsrunden, und seit 2017 wird dort an verschiedenen Frauenstreikaktionen gearbeitet. Das FZ ist seit seiner Gründung ein autonomer, nichtkommerzieller Raum ausschließlich für Frauen geblieben und hat keine Subventionen erhalten, um Einmischungen vonseiten der Fördergeber zu vermeiden.
Die Räumlichkeiten des FZ beherbergten von 1991 bis 2001 die feministische Grundschule Virginia Woolf. Dieses Schulprojekt wird im deutschsprachigen Raum als einzigartig in seiner Ausrichtung auf feministische Werte und Bildungsziele angesehen.

## Gebäude
Das Frauenzentrum verfügt über ein abgeschlossenes Stiegenhaus sowie einen eigenen straßenseitigen Eingang.